# جق‌جق وسطی
جَق جَق وسطی یک روستا در ایران است که در دهستان یورتچی شرقی واقع شده‌است. این روستا ۴۱ نفر جمعیت دارد.